# John T. Dillon
John T. Dillon (Deal, Nova Jérsei, 19 de junho de 1876 — Los Angeles, 29 de dezembro de 1937) foi um ator norte-americano da era do cinema mudo. Ele apareceu em 1936 filmes entre 1908 e 1936.
Seu irmão, Edward Dillon, também foi um ator.

## Filmografia selecionada
- The Greaser's Gauntlet (1908)
- In the Border States (1910)
- What the Daisy Said (1910)
- Blind Love (1912)
- The Musketeers of Pig Alley (1912)
- Gold and Glitter (1912)
- The Tear That Burned (1914)
- The Lost Bridegroom (1916)
- A Rich Man's Plaything (1917)
- Midnight Molly (1925)